# Masterpeace
Masterpeace es el sexto álbum de estudio de la banda estadounidense de heavy metal Metal Church, publicado en 1999 por Nuclear Blast y SPV/Steamhammer Records. Este es su primer trabajo desde Hanging in the Balance (1993) y reúne a cuatro de los cinco miembros que grabaron el álbum debut (1984), ya que el guitarrista Craig Wells fue reemplazado por John Marshall por motivos personales.
Una vez que salió al mercado recibió reseñas entre mixtas y favorables, cuyo consenso en general recalcó que su sonido era una reminiscencia a los discos de la década de 1980 editados con Wayne. A pesar de aquello, el guitarrista Kurdt Vanderhoof afirmó que la reunión no funcionó como se esperaba y la consideró «horrible».

## Lista de canciones
| N.º | Título                                   | Escritor(es)            | Duración |  |
| 1.  | «Sleeps With Thunder»                    | Kurdt Vanderhoff        | 6:01     |  |
| 2.  | «Falldown»                               | Vanderhoof, David Wayne | 4:37     |  |
| 3.  | «Into Dust»                              | Vanderhoof, Wayne       | 4:16     |  |
| 4.  | «Kiss for the Dead»                      | Vanderhoof, Wayne       | 6:50     |  |
| 5.  | «Lb. of Cure»                            | Vanderhoof, Wayne       | 4:33     |  |
| 6.  | «Faster Than Life»                       | Vanderhoof, Wayne       | 4:51     |  |
| 7.  | «Masterpeace» (instrumental)             | Vanderhoof              | 1:55     |  |
| 8.  | «All Your Sorrows»                       | Vanderhoof, Wayne       | 5:41     |  |
| 9.  | «They Signed in Blood»                   | Vanderhoof, Wayne       | 7:27     |  |
| 10. | «Toys in the Attic» (cover de Aerosmith) | Steven Tyler, Joe Perry | 3:14     |  |
| 11. | «Sand Kings»                             | Vanderhoof, Wayne       | 4:38     |  |

## Músicos
- David Wayne: voz
- Kurdt Vanderhoof: guitarra y mellotron
- John Marshall: guitarra
- Duke Erickson: bajo
- Kirk Arrington: batería